# Luca Tedeschini
Luca Tedeschini (Carpi, 28 settembre 1980) è un cestista italiano.
Ala grande di 198 cm, ha disputato gli Europei 2014 con la Nazionale italiana 3×3.